# 福岡県道575号山田中原福岡線
福岡県道575号山田中原福岡線（ふくおかけんどう575ごう やまだなかばるふくおかせん）は、福岡県那珂川市から福岡市博多区に至る一般県道である。

## 概要
那珂川市大字山田から福岡市博多区博多駅南3丁目に至る。
福岡市博多区の博多駅東交差点 - 竹下駅交差点の2.9 kmの区間には竹下通りという福岡市道路愛称がある。

### 路線データ
- 起点：福岡県那珂川市大字山田（那珂川市山田交差点、国道385号・福岡県道56号福岡早良大野城線交点）
- 終点：福岡県福岡市博多区博多駅南3丁目（宮島交差点、国道385号・福岡県道555号桧原比恵線交点）

## 歴史
- 1959年（昭和34年）4月1日 - 福岡県告示第232号により、県道山田中原福岡線として路線認定される（当時の整理番号は282）[2]。
- 1994年（平成6年） - 博多駅東交差点 - 竹下駅交差点の2.9 kmの区間に福岡市道路愛称「竹下通り」を決定。なお、愛称の由来は博多駅筑紫口から竹下地区に通じる道路であることから[1]。

## 路線状況

### 通称
- 竹下通り（博多駅東交差点 - 竹下駅交差点）

### 重複区間
- 福岡県道56号福岡早良大野城線（那珂川市中原3丁目・中原3丁目交差点 - 那珂川市中原2丁目）
- 福岡県道577号片縄下白水線（那珂川市今光1丁目・今光1丁目交差点 - 那珂川市今光2丁目・鷹取交差点）
- 福岡県道31号福岡筑紫野線（福岡市南区横手2丁目・横手小学校入口交差点 - 福岡市南区横手2丁目・折立交差点）

## 地理

### 通過する自治体
- 那珂川市
- 福岡市（南区 - 博多区）

### 交差する道路
| 交差する道路                              | 市町村名 | 市町村名 | 交差する場所  | 交差する場所              |
| ----------------------------------------- | -------- | -------- | ------------- | ------------------------- |
| 国道385号 福岡県道56号福岡早良大野城線    | 那珂川市 | 那珂川市 | 大字山田      | 那珂川市山田交差点 / 起点 |
| 福岡県道580号那珂川大野城線               | 那珂川市 | 那珂川市 | 松木5丁目     | 松木南交差点              |
| 福岡県道601号平等寺那珂川線               | 那珂川市 | 那珂川市 | 松木2丁目     |                           |
| 福岡県道56号福岡早良大野城線 重複区間起点 | 那珂川市 | 那珂川市 | 中原3丁目     | 中原3丁目交差点           |
| 福岡県道56号福岡早良大野城線 重複区間終点 | 那珂川市 | 那珂川市 | 中原2丁目     |                           |
| 福岡県道577号片縄下白水線 重複区間起点    | 那珂川市 | 那珂川市 | 今光1丁目     | 今光1丁目交差点           |
| 福岡県道577号片縄下白水線 重複区間終点    | 那珂川市 | 那珂川市 | 今光2丁目     | 鷹取交差点                |
| 福岡県道49号大野城二丈線                  | 福岡市   | 南区     | 曰佐4丁目     | 柳瀬交差点                |
| 国道202号 / 福岡外環状道路                | 福岡市   | 南区     | 的場2丁目     | 的場南交差点              |
| 福岡県道31号福岡筑紫野線 重複区間起点     | 福岡市   | 南区     | 横手2丁目     | 横手小学校入口交差点      |
| 福岡県道31号福岡筑紫野線 重複区間終点     | 福岡市   | 南区     | 横手2丁目     | 折立交差点                |
| 福岡県道553号東光寺竹下春吉線             | 福岡市   | 博多区   | 竹下2丁目     |                           |
| 国道385号 福岡県道555号桧原比恵線         | 福岡市   | 博多区   | 博多駅南3丁目 | 宮島交差点 / 終点         |

### 交差する鉄道
- 九州新幹線
- 博多南線
- 西鉄天神大牟田線
- 鹿児島本線

### 沿線
- 那珂川市立那珂川南中学校
- 那珂川市立安徳南小学校
- 那珂川市立安徳小学校
- JR西日本博多南線 博多南駅
- 福岡市立弥永小学校
- 福岡市立曰佐中学校
- 福岡市立曰佐小学校
- 福岡市立横手中学校
- 福岡市立横手小学校
- 西鉄天神大牟田線 井尻駅
- 福岡市立宮竹小学校
- 福岡市立宮竹中学校
- JR九州鹿児島本線 竹下駅
- 沖学園中学校・高等学校